# Ramonalinidae
De Ramonalinidae zijn een familie van uitgestorven tweekleppigen uit de orde Myalinida.

## Taxonomie
De volgende taxa zijn bij de familie ingedeeld:
- † Geslacht Ramonalina Yancey, Wilson & Mione, 2009
  -  † Ramonalina beneckei (Brotzen, 1956)
    - = Myalina beneckei Brotzen, 1956

  -  † Ramonalina ramanensis (Brotzen, 1956)
    - = Myalina ramanensis (Brotzen, 1956